# Маяк (радиостанция)
Госуда́рственная ра̀диовеща́тельная компа́ния «Мая́к» (сокр. ГРК «Мая́к», также «Ра́дио Мая́к») — федеральная государственная радиостанция, одна из крупнейших радиостанций на территории СНГ.
Основана в 1964 году по решению ЦК КПСС для создания «противовеса западным „голосам“». В названии — аллюзия на радиомаяки для советских лётчиков.
Благодаря формуле «5/25» (5 минут новостей/25 минут музыки) она стала первой советской фоновой радиостанцией.
С 1 августа 1964 года по 14 марта 2013 года вещала на всю территорию СССР и России (частично — и на СНГ) на длинных, средних и ультракоротких волнах. В настоящее время вещает в FM-диапазоне во всех регионах России, а также по проводной радиотрансляционной сети во многих городах России и некоторых городах СНГ.
ГРК «Маяк» является филиалом Всероссийской государственной телерадиокомпании — одной из набора радиостанций холдинга, которая специализируется преимущественно на разговорно-развлекательном вещании.
Вещание ведётся на основании лицензии Л033-00114-77/00058284 от 12 апреля 2012 года.

## История
Основателем «Маяка» принято считать одного из будущих идеологов перестройки А. Н. Яковлева. Первым его главным редактором, как и всей Главной редакции информации («Последние известия» — «Маяк»), был Владимир Трегубов. Отрывок из воспоминаний о работе в «Последних известиях» Людмилы Петрушевской:
«Наш главный, Владимир Трегубов, красавец, много раз женатый, совершенно седой, загорелый, просвистывавший по коридорам как торпеда, Володя, который говорил отрывисто, всегда спешил и смотрел поверх голов, он не вникал в мелочи, не въедался под шкуру, как многие мои позднейшие начальнички; но в один главный момент Трегубов основательно поставил точку в своей жизни: на партсобрании, так сказать, покончил с собой, отказавшись проголосовать за ввод войск в Чехословакию (1968 год). Затем его постепенно выжили…».
С 1966 года главным редактором был назначен выдающийся советский журналист Ю. А. Летунов, при котором радиостанция приобрела характерный образ.
Первый эфир — 1 августа 1964 года из студии на Пятницкой, 25. Изначально (1964—1983) придерживалась формата «5/25» — пять минут выпуск новостей и 25 минут музыкальной программы. Создана на технической базе прежней Второй программы Всесоюзного Радио как информационно-музыкальная программа.
В качестве позывного сигнала была выбрана мелодия «Подмосковные вечера», которая используется и по сей день. Сегодня уже мало кто помнит, что первые два «минорных» такта этой песни («Не слышны в саду даже шорохи…») в 1960-х звучали только кратно одному часу (9:00, 13:00, 18:00 и т. п.). В получасовой интервал (9:30, 13:30, 18:30 и т. п.) звучали третий и четвёртый, «мажорные» такты («Всё здесь замерло до утра»), что позволяло на слух удобно определять время с точностью до получаса. В дальнейшем позывные были унифицированы (звучали лишь «Подмосковные вечера»).
Мощность сигнала радиостанции в АМ-диапазоне в советские годы была на высоте: радиолюбители тех лет имели отличную возможность проверить и откалибровать только что собранный радиоприёмник, ведь позывные «Маяка» хорошо принимали как большие детекторные приёмники, так и крохотные приёмники внутри спичечного коробка на нескольких транзисторах.
В конце 1980-х на радиостанции появилась четырёхчасовая «Панорама Маяка». Её вели Николай Нейч, Владимир Безяев, Павел Каспаров (позже он работал на ОРТ и ТВЦ), Людмила Сёмина и многие другие известные радиоведущие тех лет. В эфире радиостанции можно было услышать дикторов, которые, кроме «Панорамы», вели новости и популярные «Концерты по письмам». Стоит также отметить Виктора Мищенко, Валерию Лебедеву, Ирину Никонову, Татьяну Корнилову и многих других дикторов.
В 1990—1991 гг. вместо Главной редакции информации Всесоюзного радио было создано Всесоюзное информационное творческо-производственное объединение «Маяк», 8 февраля 1991 года оно вместе с другими творческо-производственными структурами Центрального внутрисоюзного радиовещания было передано под управление Всесоюзной государственной телерадиокомпании, 19 марта 1992 года была создана радиостудия «Маяк» РГТРК «Останкино», 6 мая 1994 года на её базе было создано государственное предприятие "Радиостанция «Маяк».
В результате дальнейших структурных преобразований на базе радиостудии «Маяк» 9 августа 1994 года было создано государственное предприятие «Радиостанция „Маяк“» 4 августа 1997 года президент России издал Указ № 823 «О совершенствовании структуры государственного радиовещания в Российской Федерации», а 14 ноября 1997 года Правительство России приняло Постановление № 1461 «Об Общероссийской государственной радиовещательной компании „Маяк“». На основании этих актов создано ФГУП «Общероссийская государственная радиовещательная компания „Маяк“» (ФГУП «ОГРК „Маяк“»), образованное путём слияния государственного предприятия «Радиостанция „Маяк“» и государственного учреждения «Общероссийская радиостанция «Юность». 27 июля 1998 года ФГУП «ОГРК «Маяк» была объявлена дочерним предприятием ФГУП «Всероссийская государственная телевизионная и радиовещательная компания» (зарегистрирована в таковом качестве 13 января 2000 года) и переименована в «Государственную радиовещательную компанию «Маяк». 28 декабря 2006 года ФГУП «Государственная радиовещательная компания «Маяк» было ликвидировано. На его базе был создан одноимённый филиал ФГУП «Всероссийская государственная телевизионная и радиовещательная компания».
В начале-середине 2000-х годов эфир радиостанции на FM- и УКВ-волнах совпадал далеко не всегда, так как на УКВ-волнах вещал «Маяк», а на FM-волнах вещала радиостанция информационно-разговорного характера «Маяк-24» соответственно. «Маяк-24» отличался прежде всего наличием выпусков новостей каждые 15 минут, запуск радиоканала сопровождался выходом в телеэфир рекламных роликов «МАЯКовские новости» (попытка создания ассоциации радио с советским поэтом Владимиром Маяковским). Радиоканал просуществовал в радиоэфире до осени 2005 года и прекратил своё существование в связи с тем, что этот формат вещания себя так и не оправдал. Период двух «Маяков» был также и осенью 2007 года — на УКВ радиостанция вещала в старом формате с передачами прежней концепции вещания, а на FM — уже в новом развлекательном формате. Только с декабря 2007 года эфир двух Маяков стал окончательно единым.
С 2007 года новую концепцию вещания предложил известный бизнесмен с РМГ Сергей Архипов, он попытался переориентировать радиостанцию на аудиторию 25—35 лет.
С 6 сентября по 14 декабря 2010 года музыкальный эфир был наполнен только русским роком (кроме программы «OldSchool»).
2 августа 2010 года радиостанция «Маяк» открыла своё представительство в сети «Твиттер».
С 14 марта 2013 года, по причине прекращения ВГТРК оплаты передатчиков, ретранслирующих сигнал, радиостанция прекратила вещание на длинных и средних волнах и стала недоступна в сельских и удалённых населённых пунктах, а также на автодорогах вне городов.
По данным исследований «TNS Gallup Media» (Россия, города с населением более 100 тыс. чел.) за июль—декабрь 2014 года, «Маяк» вновь подтвердил лидерство среди всех федеральных радиосетей информационно-разговорного формата по среднесуточному охвату слушателей. За указанный период ежедневная аудитория радиостанции в крупных городах России составила около 4,2 млн человек (или 6,6 % от всего населения возрастом старше 12 лет).

## Вещание
«Радио Маяк» входит в первый мультиплекс цифрового телевидения России. Вещает на 2-м канале проводного радио и в FM диапазоне. В некоторых кабельных телесетях вещает под номером 1001.
Несмотря на объявление Указом президента Российской Федерации от 24 июня 2009 года № 715 радиостанции «Маяк» общероссийским обязательным общедоступным каналом — вещание в диапазоне УКВ 2 (FM) осуществляется во всех городах-миллионниках, но слабо развита сеть в остальных городах. Казус с участием в конкурсах на частоты общеобязательного канала устранён Постановлением Правительства Российской Федерации от 26 января 2012 года № 25. С 14 марта 2013 года свёрнуто вещание «Радио Маяк» в диапазонах СВ и ДВ. По состоянию на сентябрь 2018 года вещание осуществляется лишь в диапазоне УКВ  и FM. Для остальных населенных пунктов трансляция доступна через эфирное цифровое, спутниковое и интернет-вещание.